# Cholet-Pays de Loire 2011
La Cholet-Pays de Loire 2011, trentaquattresima edizione della corsa e valida come evento dell'UCI Europe Tour 2011 categoria 1.1, si svolse il 20 marzo 2011 su un percorso di 197 km. Fu vinta dal francese Thomas Voeckler, che giunse al traguardo con il tempo di 4h49'36", alla media di 40,81 km/h.
Tagliarono la linea d'arrivo 107 ciclisti.

## Squadre e corridori partecipanti
| N.    | Cod. | Squadra                      |
| ----- | ---- | ---------------------------- |
| 1-8   | COF  | Cofidis, le Crédit en Ligne  |
| 11-18 | SBS  | Saxo Bank-Sungard            |
| 21-28 | VCD  | Vacansoleil-DCM              |
| 31-38 | ALM  | AG2R La Mondiale             |
| 41-48 | FDJ  | FDJ                          |
| 51-58 | EUC  | Team Europcar                |
| 61-68 | SAU  | Saur-Sojasun                 |
| 71-78 | SKS  | Skil-Shimano                 |
| 81-88 | TSV  | Topsport Vlaanderen-Mercator |

| N.      | Cod. | Squadra                        |
| ------- | ---- | ------------------------------ |
| 91-98   | LAN  | Landbouwkrediet                |
| 101-108 | BSC  | Bretagne-Schuller              |
| 111-108 | VWA  | Veranda's Willems-Accent       |
| 121-128 | CJR  | Caja Rural                     |
| 131-138 | CSM  | Team SpiderTech powered by C10 |
| 141-148 | RLM  | Roubaix-Lille Métropole        |
| 151-158 | AUB  | Big Mat-Auber 93               |
| 161-168 | LPM  | Vélo Club La Pomme Marseille   |

## Ordine d'arrivo (Top 10)
| Pos. | Corridore           | Squadra        | Tempo    |
| ---- | ------------------- | -------------- | -------- |
| 1    | Thomas Voeckler     | Europcar       | 4h49'36" |
| 2    | Tony Gallopin       | Cofidis        | s.t.     |
| 3    | Benjamin Giraud     | Vélo-La Pomme  | s.t.     |
| 4    | Mathieu Drujon      | BigMat         | s.t.     |
| 5    | Stéphane Poulhiès   | Saur-Sojasun   | s.t.     |
| 6    | James Vanlandschoot | Veranda's Wil. | s.t.     |
| 7    | Jean-Luc Delpech    | Bretagne       | s.t.     |
| 8    | Egoitz García       | Caja Rural     | s.t.     |
| 9    | Fabien Bacquet      | BigMat         | s.t.     |
| 10   | Romain Hardy        | Bretagne       | s.t.     |